# Coroa da Princesa Branca
A Coroa da Princesa Branca, também conhecida como Coroa Palatina ou Coroa Boêmia é a coroa mais antiga sobrevivente que sabe-se que já esteve na Inglaterra, datando de 1370 a 1380. A coroa é posse da Casa de Wittelsbach desde 1402, quando a princesa Branca de Inglaterra levou-a consigo, como parte de seu dote, para se casar com o eleitor Luís III do Palatinado. Originalmente, contudo, pode ter pertencido à Ana da Boêmia, a primeira consorte do rei Ricardo II de Inglaterra.

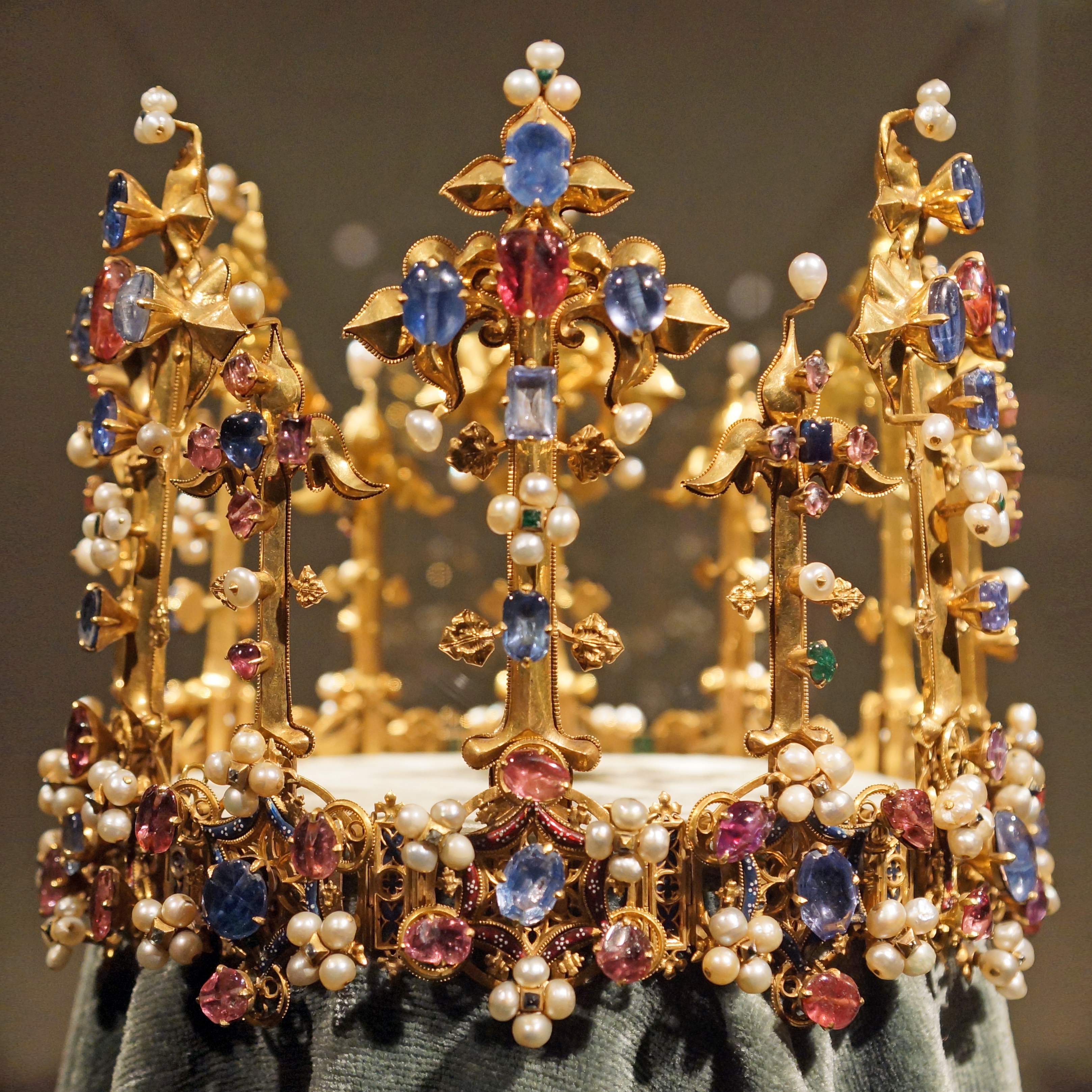
A coroa em exibição na Residência de Munique, na Alemanha.

A coroa é feita de ouro com diamantes, rubis, esmeraldas, safiras, esmalte e pérolas. Após o ramo júnior da Casa de Wittelsbach, o Eleitorado da Baviera, ser extinto pela linhagem masculina em 1777, o ramo sênior, o Eleitorado do Palatinado, passou a governar o país. Desde 1782, ela está exposta na Residência de Munique. A coroa medieval é considerada "um dos feitos mais belos da ourivesaria gótica."

## Descrição
A coroa é formada por doze rosetas na base, cada uma sustentando um caule dourado encimado por uma flor-de-lis. As flores de lis cobertas por joias eram um tema popular em coroas medievais. Os caules e as flores variam em tamanho e altura. No meio dos hexágonos, os quais possuem flores brancas esmaltadas sobrepostas num pano de fundo vermelho ou azul, há uma safira azul pálida, onze das quais são ovais, e uma é hexagonal. Cada ponta é decorada com rubis que se alternam, e conjuntos de quatro pérolas que têm um pequeno diamante no centro. Além dos diamantes, pérolas e safiras, as flores de lis também são decoradas com esmeraldas. 

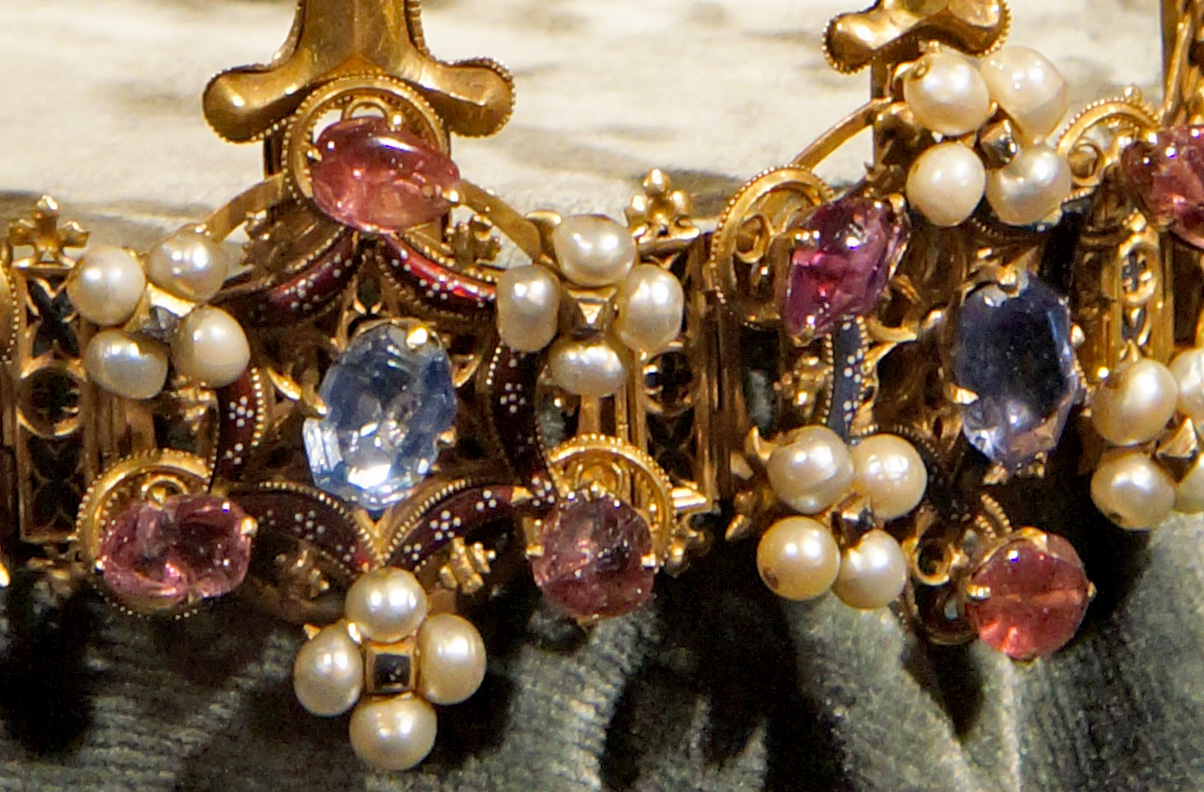
Detalhe de dois hexágonos montados na base com arranjos que alternam entre pedras preciosas e pérolas.

Algumas das pérolas originais foram substituídas quando a coroa passou por uma restauração em 1925. Os caules das flores de lis são removíveis, e, é possível dobrar a base da coroa para facilitar o seu transporte. Cada roseta recebeu o número de 1 a 12, para garantir que as flores sejam colocadas novamente da forma correta. A coroa mede 18 centímetros, tanto na altura quanto no diâmetro.
As técnicas que foram usadas para produzir a coroa foram comparadas à uma pequena cruz de relicário que está presente no Museu Diocesano de Freising, parte da Arquidiocese de Munique e Freising.

## História
A primeira menção à coroa é feita em 1399, quando aparece numa lista de joias e bandejas de ouro e prata entregues da Tesouraria à Câmara do Rei Henrique IV, os quais anteriormente pertenceram ao rei Eduardo III, Ricardo II, à rainha Ana da Boêmia, a duquesa de Iorque, o duque de Iorque, e ao Sir João Golafre. Ela é documentada como tendo doze flores, mas com uma roseta faltando. Na época, era decorada com 91 pérolas, 63 espinelas, 47 safiras, 33 diamantes e 5 esmeraldas. Além disso, mais sete pérolas e uma esmeralda tinham sido removidas das flores. A coroa pesava 5 marcos, ou seja, menos de 1 quilograma, e valia £246.

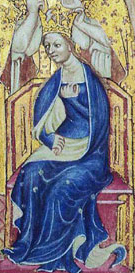
Ana da Boêmia, que foi, possivelmente, a primeira dona da coroa.

No inventório em que aparece, redigido em 1399, a coroa fazia parte de peças as quais estavam sendo levadas pela cidade de Londres, que eram propriedade do rei Ricardo II, que havia sido deposto pelo seu primo, o agora rei Henrique IV. Portanto, a coroa provavelmente pertencia à rainha anterior, Ana da Boêmia, esposa de Ricardo, com quem se casou em 1382. A peça refinada pode ter sido produzida na Boêmia, porém, elementos tais como a ornamentação nos caules sugerem que foi em Paris, embora o fabricante possa ter sido um ourives francês ou um ourives com treinamento em ourivesaria francesa, que trabalhava na cidade de Praga. Outro possível local de origem da coroa é Veneza, na Itália.

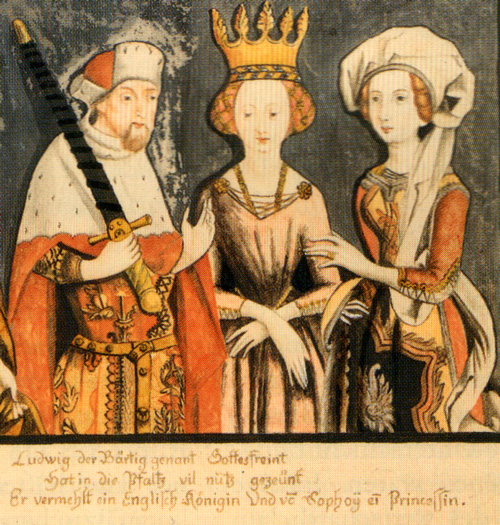
Branca (no meio) ao lado de seu marido, Luís III, e ao lado da segunda esposa de Luís, Matilde de Saboia (à direita).

A coroa passou a fazer parte das joias da Casa de Wittelsbach a partir do casamento da princesa Branca, com o eleitor Luís III. Ela era filha do rei Henrique IV e de Maria de Bohun. Após a sua ascensão ao trono, Henrique desejava consolidar alianças importantes com o propósito de manter e legitimar o seu governo. Um aliado cujo apoio ele pretendia ganhar era o rei Roberto da Germânia, um Wittelsbach, que também tomou o trono após a deposição Venceslau IV da Boêmia. Assim, logo foi arranjado o casamento entre Branca, e o filho mais velho do rei alemão, Luís.
No dia 7 de março de 1401, o contrato de casamento foi assinado em Londres, e o dote da noiva foi fixado em 40.000 nobres (uma moeda de ouro inglesa). No ano de 1402, antes do casamento, a coroa foi restaurada por um ourives londrino, que adicionou uma décima segunda roseta, e substituiu a esmeralda e pérolas que faltavam nas flores. A nova roseta continha 12 pérolas, 3 diamantes, 3 espinelas, e 1 safira. Ao todo, foram adicionados 50 gramas de ouro à coroa. Branca usou a coroa na cerimônia de casamento, que ocorreu em 6 de julho de 1402 na Catedral de Colônia.
Após o casamento, a coroa passou para o Tesouro Palatino em Heidelberg, como parte do dote. Em 2 de agosto de 1421, a coroa foi penhorada para o Mosteiro de Maulbronn, hoje no estado alemão de Baden-Württemberg. Nessa altura, porém, várias pedras preciosas e pérolas tinham sido removidas.

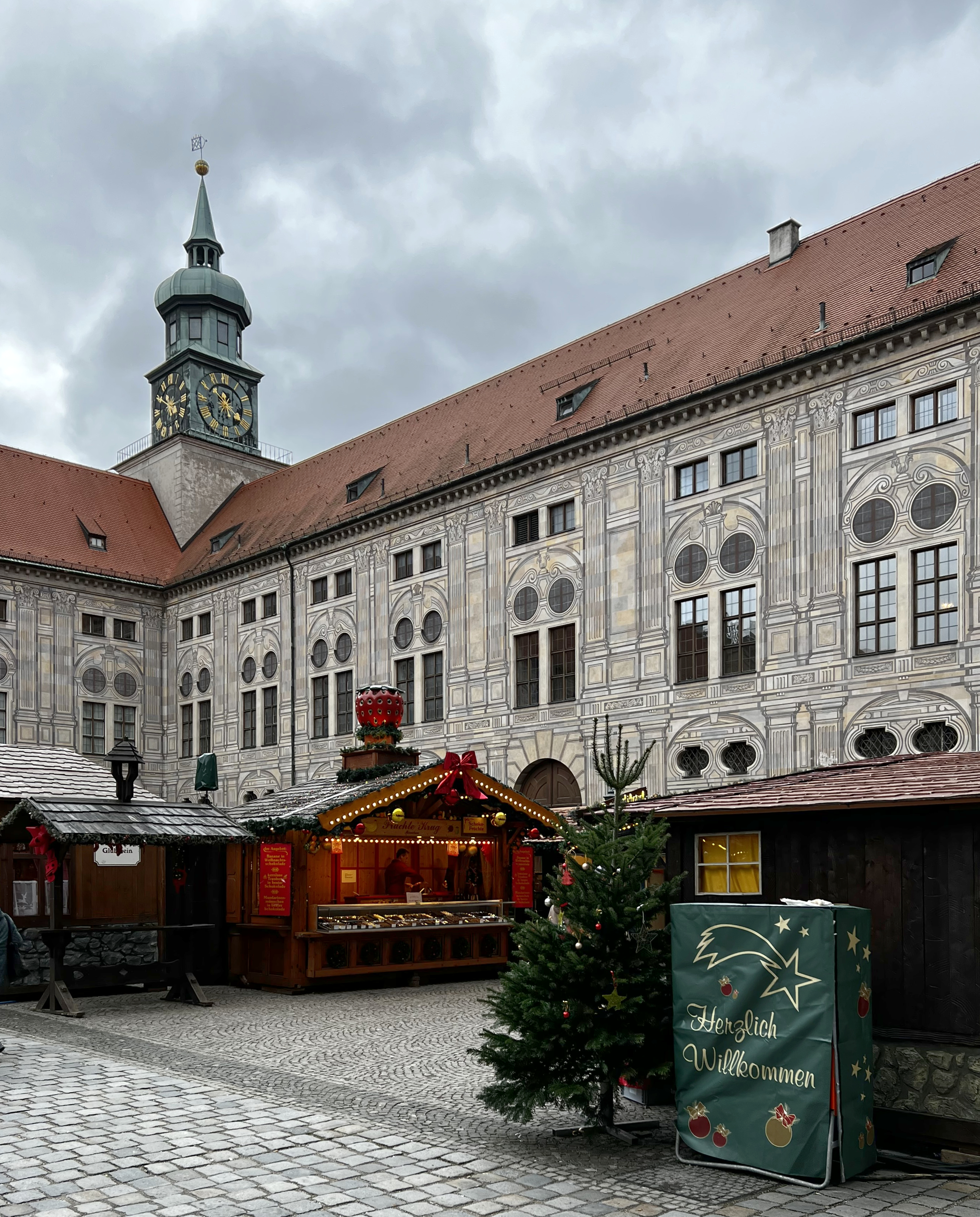
Exterior da Residência de Munique, onde a coroa está em exibição desde o século XVIII.

Em 1782, a coroa foi transferida para o Tesouro de Munique, junto com outras joias pertencentes ao ramo do Palatinado da Casa de Wittelsbach.
O Reino da Baviera, sucessor do Eleitorado da Baviera, chegou ao fim em 1918. Quando Alberto, duque da Baviera, filho do último herdeiro, Ruperto, Príncipe Herdeiro da Baviera, faleceu em 1996, ele estipulou em seu testamento que joias hereditárias fossem "unidas em um tesouro invendável." Os seus desejos foram honrados. Nos dias atuais a coroa permanece em exibição na Residência de Munique.
A coroa retornou apenas uma vez para a Inglaterra desde a sua partida no século XV, quando apareceu na exibição Age of Chivalry na Academia Real Inglesa em Londres, em 1988.